# 1888年香港潔淨局選舉
1888年香港潔淨局選舉（英語：1888 Hong Kong sanitary board election）於1888年6月11日舉行，選出潔淨局兩名非官守議員。
潔淨局於1883年成立，以監察香港的衛生。因為它的職務需要干涉住戶的私人事務，潔淨局在業主和華人中均不受歡迎。它可以向政府提出建議，但由政府決定是否接納建議。
潔淨局本來只有官守議員，但後來加入了兩名非官守議員，但只有在陪審員名單上和繳交差餉者有權投票。在該年陪審員名單的669人中有213人投票，187張有效票，26張廢票。
此選舉是在香港首次舉行有關政府機關的直接選舉。潔淨局此後繼續舉行選舉，於1936年轉化成市政局，為二戰後香港的政制改革埋下伏筆。《孖剌西報》指選舉會被未來的香港史學家列為值得注意的一天，因為是首次繳交差餉擁有物業的人在政府內對自己的事務有發言權。

## 投票結果
| 政党   | 政党   | 候选人            | 票数 | %     | ± |
| ------ | ------ | ----------------- | ---- | ----- | - |
|        | 无党籍 | 堪富利士          | 71   | 37.97 |   |
|        | 无党籍 | 法蘭些士          | 55   | 29.41 |   |
|        | 无党籍 | 羅拔·李           | 43   | 22.99 |   |
|        | 无党籍 | 亞歷山大·麥康納基 | 18   | 9.63  |   |
| 投票率 | 投票率 | 投票率            | 187  | 27.95 |   |